# 托尼 (厄尔省)
托尼（法語：Tosny，法語發音：[toni]）是法国厄尔省的一个旧市镇，位于该省北部偏东，属于莱桑德利区。托尼已于2017年1月1日起和相邻的另外2个市镇合并为新市镇三湖镇（Les Trois Lacs）。

## 地理
托尼（49°13'4"N, 1°22'22"E）面积15.02 平方千米，位于法国诺曼底大区厄尔省，该省份为法国北部内陆省份，北起滨海塞纳省，西接奧恩省和卡爾瓦多斯省，南至厄尔-卢瓦省，东临瓦兹省、瓦兹河谷省和伊夫林省。
托尼的时区为UTC+01:00、UTC+02:00（夏令时）。

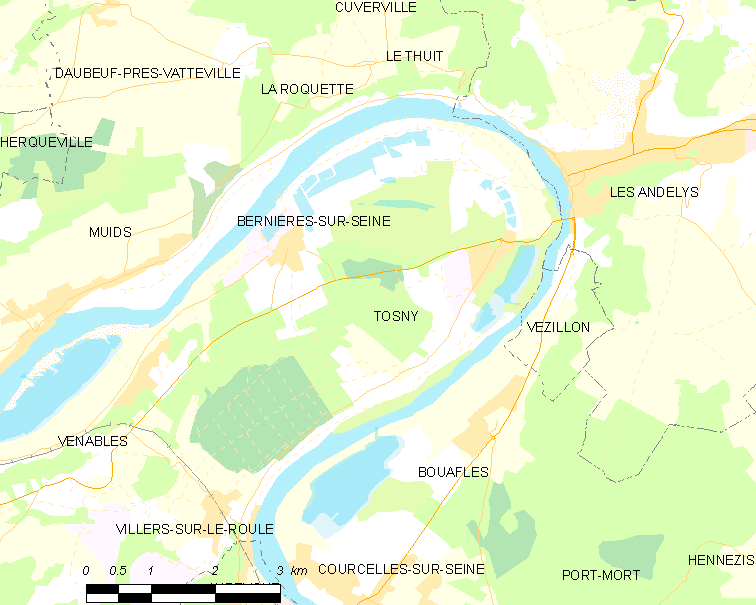
托尼的OSM定位图

## 行政
托尼的邮政编码为27700，INSEE市镇编码为27647。

## 政治
托尼所属的省级选区为加永县。

## 人口

1962-2008年间托尼人口变化图示

托尼于2018年1月1日时的人口数量为627人。